# Aeropuerto de Cumbaratza
El Aeropuerto de Cumbaratza (OACI: SEBZ) es un aeropuerto ubicado en la parroquia Cumbaratza, a 10 km de Zamora, capital de la provincia ecuatoriana de Zamora-Chinchipe.

## Historia
La pista se asfaltó en 2004, tras años de ser una simple pista de aterrizaje de grava.
Entre julio y diciembre de 2012 recibió vuelos de la extinta aerolínea nacional TAME desde Quito y Guayaquil, dado que el Aeropuerto Ciudad de Catamayo, próximo a Loja, estuvo cerrado unos meses por unas obras de ampliación de la pista. Para ello, se dotó al aeropuerto de una terminal y una torre de control, así como equipos de seguridad y un vallado perimetral. Tras la finalización de las obras del Aeropuerto Ciudad de Catamayo, el aeropuerto dejó de atender vuelos comerciales.
Entre 2014 y 2020 la también extinta TAME Amazonía ofreció vuelos chárteres regulares bajo demanda entre Cumbaratza y el Aeropuerto Coronel Edmundo Carvajal de Macas, Morona Santiago.
En la actualidad operan aviones de pequeño tamaño con vuelos chárter, principalmente desde el Aeropuerto Río Amazonas de Shell Mera, próximo a Puyo, Pastaza. Sin embargo, no hay vuelos regulares.

## Antiguos destinos
| Destinos                                                             | Aeropuerto                                      | Aerolínea     | Fecha de inicio    | Fecha de cese           |
| -------------------------------------------------------------------- | ----------------------------------------------- | ------------- | ------------------ | ----------------------- |
| Guayaquil, Guayas                                                    | Aeropuerto Internacional José Joaquín de Olmedo | TAME          | 5 de junio de 2012 | 12 de diciembre de 2012 |
| Macas, Morona Santiago                                               | Aeropuerto Coronel Edmundo Carvajal             | TAME Amazonía | 4 de julio de 2014 | 13 de marzo de 2020     |
| [[Archivo:\|20x20px\|border\|Bandera de Pichincha]] Quito, Pichincha | Aeropuerto Internacional Mariscal Sucre         | TAME          | 5 de junio de 2012 | 12 de diciembre de 2012 |

## Aeropuertos cercanos
- Aeropuerto Ciudad de Catamayo, Catamayo (Loja): 110 km. (2h 15' en automóvil).
- Aeropuerto Internacional Mariscal La Mar, Cuenca (Azuay): 249 km. (5h en automóvil).
- Aeropuerto Internacional de Santa Rosa, Santa Rosa (El Oro): 285 km. (5h 30' en automóvil).